# Чёрный дьявол (фильм, 1905)
«Чёрный дьявол» (фр. Le diable noir; другое название — «Чёрный бес») — немой фильм французского режиссёра Жоржа Мельеса 1905 года.

## Сюжет
В кадре какая-то комната, судя по всему, номер в гостинице. В начале фильма по номеру скачет дьявол, потом он исчезает и в комнату прислуга вводит бородатого человека, по всей видимости, постояльца. Прислуга уходит и постоялец начинает обустраиваться в номере, но тут начинают твориться странные вещи: исчезает и затем появляется сверху на столе комод, комната наводняется появляющимися из ниоткуда стульями. Затем появляется сам дьявол. Бородач начитает носиться за ним с метлой, однако, безрезультатно. Дьявол поджигает кровать и исчезает, а человек старается затушить пожар. В конце концов у него это удаётся, и тут входит прислуга. Прислуга, решая, что беспорядок учинил человек, выдворяет его из комнаты. В последней сцене вновь появляется дьявол и довольный случившимся скачет по помещению.

## В ролях
- Жорж Мельес